# П'єр Бертьє
П'єр Бертьє́ (фр. Pierre Berthier; 3 липня 1782, Немур — 24 серпня 1861, Париж) — французький вчений, геолог, мінералог та гірничий інженер. Член Французької академії наук (з 1825) та Прусської академії наук.

## Біографічні дані
Син адвоката.
Освіту здобув у Паризькій Політехнічній школі (1798) й Гірничій школі Парижа, де з 1816 року працював професором і завідувачем лабораторії. 
Генеральний інспектор гірничодобувної промисловості 2-го класу (з 1848).

## Наукова діяльність
Зробив великий внесок у розвиток мінералогії та геології. Його аналізи фокусувались, в основному, на мінеральних та неорганічних фосфатах.
В ході своїх досліджень на півдні Франції у 1821 році в Ле-Бо-де-Прованс відкрив родовище бокситів, алюмінієву руду, що складається з гідроксидів алюмінію, оксидів заліза і силіцію. Порода отримала свою назву на честь місцевості Ле-Бо (фр. Les Baux), де була виявлена.
Крім цього, він відкрив мінерал бертьєрит (FeSb2S4), названий на його честь (як й різновид шамозиту бертьєрин).
Займаючись вивченням сплавів вольфраму, йому вдалось отримати сплави з вмістом вольфраму до 37 %. Крім того, Бертьє дослідив потрійну систему, що містила залізо, марганець і вольфрам. Високотемпературна обробка у вугільному тиглі шихти, з руд згаданих металів, дозволила отримати сплав із вмістом 16 % заліза, 6 % марганцю і 78 % вольфраму.
Проводив також аналізи попелу рослин та верхнього шару ґрунту з метою вирішення основних проблем раціонального ведення сільського господарства.

## Відзнаки та нагороди
- У 1825 році Бертьє було обрано членом Французької академії наук.
- У 1828 році став кавалером ордена Почесного легіону.
- Отримав премію Імператорського товариства сільського господарства.
- У 1830 році обраний членом Політехнічного товариства.
- Його ім'я входить у список найвидатніших французьких вчених та інженерів XVIII—XIX століть, розміщений на першому поверсі Ейфелевої вежі.
- Обраний членом Прусської академії наук.